# 栃木県立真岡工業高等学校
栃木県立真岡工業高等学校（とちぎけんりつ もおかこうぎょうこうとうがっこう）は、栃木県真岡市寺久保一丁目に所在する公立の工業高等学校。

## 設置学科
- 機械科
- 生産機械科
- 建設科
- 電子科

## 特色
2006年（平成18年）春、選抜高等学校野球大会に初出場した。

## 通学者
主に真岡市、芳賀郡（益子町・芳賀町・市貝町・茂木町）からの通学者が多い。
真岡市、芳賀郡以外では宇都宮市東部（清原地区・瑞穂野地区）や河内郡上三川町、下野市南河内地区等からの通学者がある。

## 沿革
- 1963年4月1日 県立真岡農業高等学校に工業学科機械科併設
- 1966年1月1日 機械科が分離独立し、校名を県立真岡工業高等学校とする
- 1967年4月1日 土木科を設置
- 1969年4月1日 建築科を設置
- 1988年4月1日 電子科を設置
- 2008年4月1日 生産機械科および建設科を設置、土木科および建築科の募集停止